# Kanton Sint-Genesius-Rode
Kanton Sint-Genesius-Rode is een kieskanton en gerechtelijk kanton in de Belgische provincie Vlaams-Brabant en het arrondissement Halle-Vilvoorde. 

## Gerechtelijk kanton
Het gerechtelijk kanton bestaat sinds het vastleggen van de taalgrens in 1963. Het omvat de gemeenten Drogenbos, Kraainem, Linkebeek, Sint-Genesius-Rode en Wezembeek-Oppem (de zesde randgemeente Wemmel hoort bij het kanton Meise)

## Kieskanton
Het kieskanton bestaat sinds 2014 (zesde staatshervorming). Het onderscheidt zich van de andere kieskantons in Vlaams-Brabant omdat het enkel bestaat uit faciliteitengemeenten en er voor de Europese en federale verkiezingen gestemd kan worden op lijsten van respectievelijk het Frans kiescollege en de kieskring Brussel-Hoofdstad.
Het kieskanton Sint-Genesius-Rode ligt in het provinciedistrict Halle-Vilvoorde, het kiesarrondissement Halle-Vilvoorde en de kieskring Vlaams-Brabant. Het omvat de zes faciliteitengemeenten in de Vlaamse rand:
- Drogenbos
- Kraainem
- Linkebeek
- Sint-Genesius-Rode
- Wemmel
- Wezembeek-Oppem

Voorheen behoorden de zes gemeenten tot de volgende verschillende kieskantons:
- Kraainem, Wezembeek-Oppem: kanton Sint-Joost-Ten-Node
- Drogenbos, Linkebeek, Sint-Genesius-Rode: kanton Ukkel
- Wemmel: kanton Meise

### Structuur
| Sint-Genesius-Rode | Sint-Genesius-Rode | Supranationaal                              | Nationaal                                               | Nationaal                | Gemeenschap              | Gewest                   | Provincie                | Arrondissement  | Provinciedistrict | Kanton             | Gemeente                                                                      | District         |
| ------------------ | ------------------ | ------------------------------------------- | ------------------------------------------------------- | ------------------------ | ------------------------ | ------------------------ | ------------------------ | --------------- | ----------------- | ------------------ | ----------------------------------------------------------------------------- | ---------------- |
| Administratief     | Niveau             | Europese Unie                               | België                                                  | België                   | Vlaanderen               | Vlaanderen               | Vlaams-Brabant           | Halle-Vilvoorde | Halle-Vilvoorde   | Halle-Vilvoorde    | Drogenbos, Kraainem, Linkebeek, Sint-Genesius-Rode, Wemmel en Wezembeek-Oppem | -                |
| Administratief     | Bestuur            | Europese Commissie                          | Belgische regering                                      | Belgische regering       | Vlaamse regering         | Vlaamse regering         | Deputatie                | Deputatie       | Deputatie         | Deputatie          | Gemeentebestuur                                                               | Districtscollege |
| Administratief     | Raad               | Europees Parlement                          | Kamer van volksvertegenwoordigers                       | Vlaams Parlement         | Vlaams Parlement         | Vlaams Parlement         | Provincieraad            | Provincieraad   | Provincieraad     | Provincieraad      | Gemeenteraad                                                                  | Districtsraad    |
| Kiesomschrijving   | Kiesomschrijving   | Nederlands kiescollege of Frans kiescollege | Kieskring Vlaams-Brabant of Kieskring Brussel-Hoofdstad | Kieskring Vlaams-Brabant | Kieskring Vlaams-Brabant | Kieskring Vlaams-Brabant | Kieskring Vlaams-Brabant | Halle-Vilvoorde | Halle-Vilvoorde   | Sint-Genesius-Rode | Drogenbos, Kraainem, Linkebeek, Sint-Genesius-Rode, Wemmel en Wezembeek-Oppem | -                |
| Verkiezing         | Verkiezing         | Europese                                    | Federale                                                | Federale                 | Vlaamse                  | Vlaamse                  | Provincieraads-          | Provincieraads- | Provincieraads-   | Provincieraads-    | Gemeenteraads-                                                                | Districtsraads-  |